# هونغ ديوك يونغ
هونغ ديوك يونغ مواليد 5 مايو 1921، هو لاعب كرة قدم كوري جنوبي كان يلعب في مركز حراسة المرمى. سبق له أن لعب في كأس العالم لكرة القدم مع منتخب بلاده.

## روابط خارجية
- هونغ ديوك يونغ على موقع الاتحاد الدولي (مؤرشف)  (الإنجليزية)
- هونغ ديوك يونغ على موقع قاعدة بيانات كرة القدم.إي يو (الإنجليزية)
- هونغ ديوك يونغ على موقع ناشيونال فوتبول تيمز (الإنجليزية)
- هونغ ديوك يونغ على موقع أوليمبيديا (الإنجليزية)